# Arctocebus
Los potos dorados o anguantibos (Arctocebus) son un género de primates estrepsirrinos perteneciente a la familia Lorisidae. Habitan en África ecuatorial en Nigeria, Camerún y el norte de la República Democrática del Congo. Tienen una longitud de 22 a 30 cm, pesan alrededor de 0,5 kilogramos y carecen de cola casi por completo. Su pelaje varía de amarillo marrón a dorado. Su hocico es más puntiagudo que el de los demás loris y junto a sus orejas redondeada adquiere la apariencia de un oso. Son solitarios, nocturnos y arbóreos; prefieren la maleza y las capas inferiores de los bosques y pasan el día ocultos entre las hojas. Su dieta se basa en insectos, principalmente larvas, y en ocasiones frutas. A causa de sus movimientos lentos se aproximan sigilosamente a sus presas ayudados por su sentido del olfato, capturándola con un movimiento rápido. 

## Especies
- Género Arctocebus
  - Arctocebus calabarensis
  - Arctocebus aureus